# 10782 Hittmair
10782 Hittmair este un asteroid din centura principală de asteroizi.

## Descriere
10782 Hittmair este un asteroid din centura principală de asteroizi. A fost descoperit pe 12 septembrie 1991 la Tautenburg de Lutz Dieter Schmadel și Freimut Börngen. Asteroidul prezintă o orbită caracterizată de o semiaxă mare de 2,22 ua, o excentricitate de 0,15 și o înclinație de 4,0° în raport cu ecliptica.